# Монбланський тунель

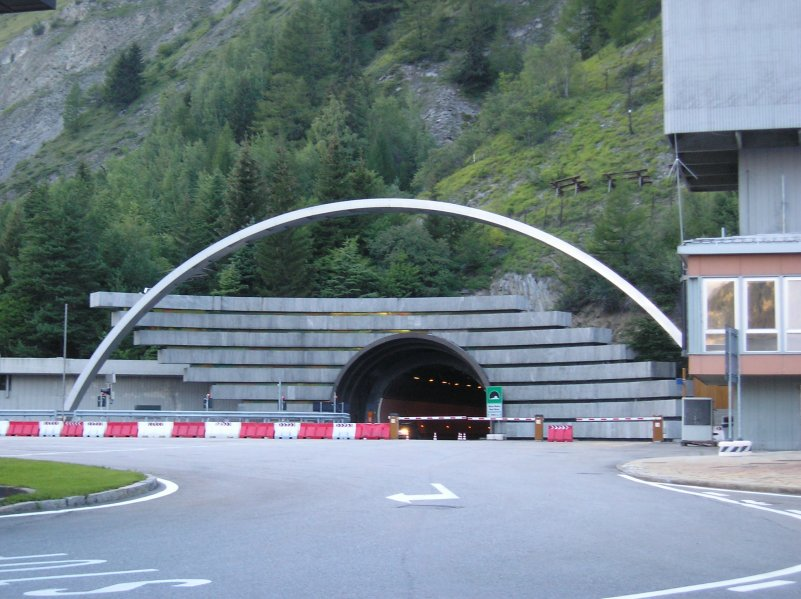
В'їзд до тунелю у Курмайорі (Італія)

45°54′5″ пн. ш. 6°51′39″ сх. д. / 45.90139° пн. ш. 6.86083° сх. д.
Монбланський тунель (фр. Tunnel du Mont-Blanc, італ. Traforo del Monte Bianco) — автомобільний тунель, прокладений під горою Монблан між Шамоні-Мон-Блан (Франція) та Курмайором (Італія).
Довжина тунелю — 11611 м, ширина — 8,6 м, висота 4,35 м. Велика частина знаходиться у Франції — 7644 м, в Італії — 3967 м. Тунель складається з однієї галереї, рух здійснюється по одній смузі шириною 3,5 м в кожну сторону. Має профіль у вигляді несиметричною букви Λ для полегшення зливу води. Висота порталу на французькій стороні 1274 м над рівнем моря біля підніжжя льодовика Bossons, на італійській — 1381 м біля підніжжя льодовика Brenva, максимальна висота тунелю 1395 м. Максимальна товщина гірської породи над тунелем 2480 м.
Будівництво почалося у 1957 році, а закінчилося лише 1965 року. На роботах було витрачено близько 37 млн кВт·год енергії, більш 700 тонн вибухівки і 2,7 млн літрів пального. На будівництво пішло 4,6 млн людино-годин і витрачено 771240 болтів.
Тунель з моменту введення до експлуатації став одним з найважливіших шляхів у Альпах. По дорозі з Франції до Турину можна зрізати близько 50 км, а до Мілану — близько 100 км. Щодня тунель пропускає понад 5000 транспортних засобів. Пішоходи можуть перетнути тунель на автобусі. Тунель є платним.

## Пожежа 1999 року
24 березня 1999 року в тунелі сталася пожежа, що бушувала 53 години, поки в тунелі не згоріло все, що могло горіти. Жертвами вогню стали 39 людей, 10 врятувалися. Тюремний термін за порушення експлуатації отримав начальник служби безпеки тунелю Жерар Ронколі — 6 місяців в'язниці плюс 24 умовно, мер селища Шамоні Мішель Шарле отримав умовне покарання і штраф. Після пожежі тунель був закритий майже 3 роки. На ремонт було витрачено 400 млн євро, в ході ремонту було встановлено 120 камер відеоспостереження, 3680 теплових датчиків, 37 евакуаційних виходів і станція першої допомоги в центрі тунелю.
Повторне відкриття руху відбулося 5 березня 2002 року.

## Правила безпеки у тунелі
- Якщо автомобіль працює на зрідженому газі, необхідно повідомити про це персонал тунелю
- Дозволена швидкість — не менше 50 і не більше 70 км/год
- Мінімальна дистанція руху між автомобілями — не менше двох синіх маяків (150 м)
- Мінімальна дистанція при зупинці між автомобілями — не менш 100 м
- В тунелі потрібно налаштуватися на радіо 103.3 МГц або 107.7 МГц (службове радіо тунелю)
- Не дозволено в'їжджати до тунелю на несправному транспорті (евакуація за рахунок водія, ще й дуже дорога)
- Забороняється зупинка в тунелі без ніякої потреби.

## Дорожне мито
З 1 січня 2014 р. вартість проїзду через тунель наступна: При в'їзді з французької сторони (включаючи ПДВ 20 %):
| Тип ТЗ                                              | В одну сторону | Туди і назад | На 10 поїздок | На 20 поїздок | На 1 місяць |
| --------------------------------------------------- | -------------- | ------------ | ------------- | ------------- | ----------- |
| Мотоцикли                                           | 28.00 €        | 35.20 €      | 88.00 €       | 123.30 €      | 211.50 €    |
| ТЗ з висотою не менше 2 м                           | 42.40 €        | 52.90 €      | 132.20 €      | 185.10 €      | 211.50 €    |
| ТЗ з висотою від 2 до 3 м                           | 56.10 €        | 70.50 €      | 176.20 €      | 246.70 €      | -           |
| Автобуси з 2 осями і заввишки більше 3 м            | 153.90 €       | 239.50 €     | -             | -             | -           |
| Вантажівки з осями 2 і заввишки більше 3 м          | 153.90 €       | 239.50 €     | -             | -             | -           |
| Автобуси з 3 і більше осями і заввишки більше 3 м   | 309.20 €       | 485.80 €     | -             | -             | -           |
| Вантажівки з 3 і більше осями і заввишки більше 3 м | 309.20 €       | 485.80 €     | -             | -             | -           |
| Автопоїзди                                          | 324.20 €       | -            | -             | -             | -           |
| Негабаритні автопоїзди                              | 852.20 €       | -            | -             | -             | -           |

При в'їзді з італійської сторони (включаючи ПДВ 22 %):
| Тип ТЗ                                              | В одну сторону | Туди і назад | На 10 поїздок | На 20 поїздок | На 1 місяць |
| --------------------------------------------------- | -------------- | ------------ | ------------- | ------------- | ----------- |
| Мотоцикли                                           | 28.50 €        | 35.80 €      | 89.50 €       | 125.30 €      | 215.10 €    |
| ТЗ з висотою не менше 2 м                           | 43.10 €        | 53.80 €      | 134.40 €      | 188.20 €      | 215.10 €    |
| ТЗ з висотою від 2 до 3 м                           | 57.00 €        | 71.70 €      | 179.20 €      | 250.90 €      | -           |
| Автобуси з 2 осями і заввишки більше 3 м            | 156.50 €       | 243.50 €     | -             | -             | -           |
| Вантажівки з осями 2 і заввишки більше 3 м          | 156.50 €       | 243.50 €     | -             | -             | -           |
| Автобуси з 3 і більше осями і заввишки більше 3 м   | 314.40 €       | 493.80 €     | -             | -             | -           |
| Вантажівки з 3 і більше осями і заввишки більше 3 м | 314.40 €       | 493.80 €     | -             | -             | -           |
| Автопоїзди                                          | 329.40 €       | -            | -             | -             | -           |
| Негабаритні автопоїзди                              | 866.40 €       | -            | -             | -             | -           |